# Russisch-Türkischer Krieg (1828–1829)

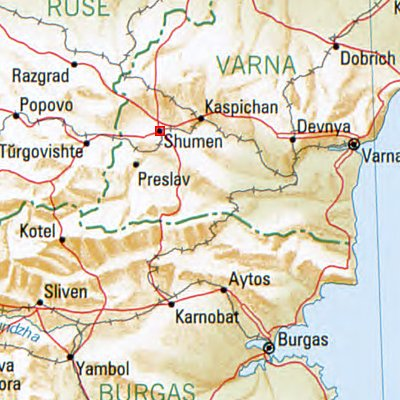
Übersicht zum Kriegsschauplatz am Balkan: Lage der Festung Schumen (Schumla) (rotes Viereck) – an der Küste zum Schwarzen Meer – Warna und Burgas

Der Russisch-Osmanische Krieg 1828–1829 wurde vom griechischen Unabhängigkeitskampf angefacht, den Russland trotz dessen liberaler Ausrichtung als orthodox-christliche Schutzmacht unterstützte.

## Vorgeschichte

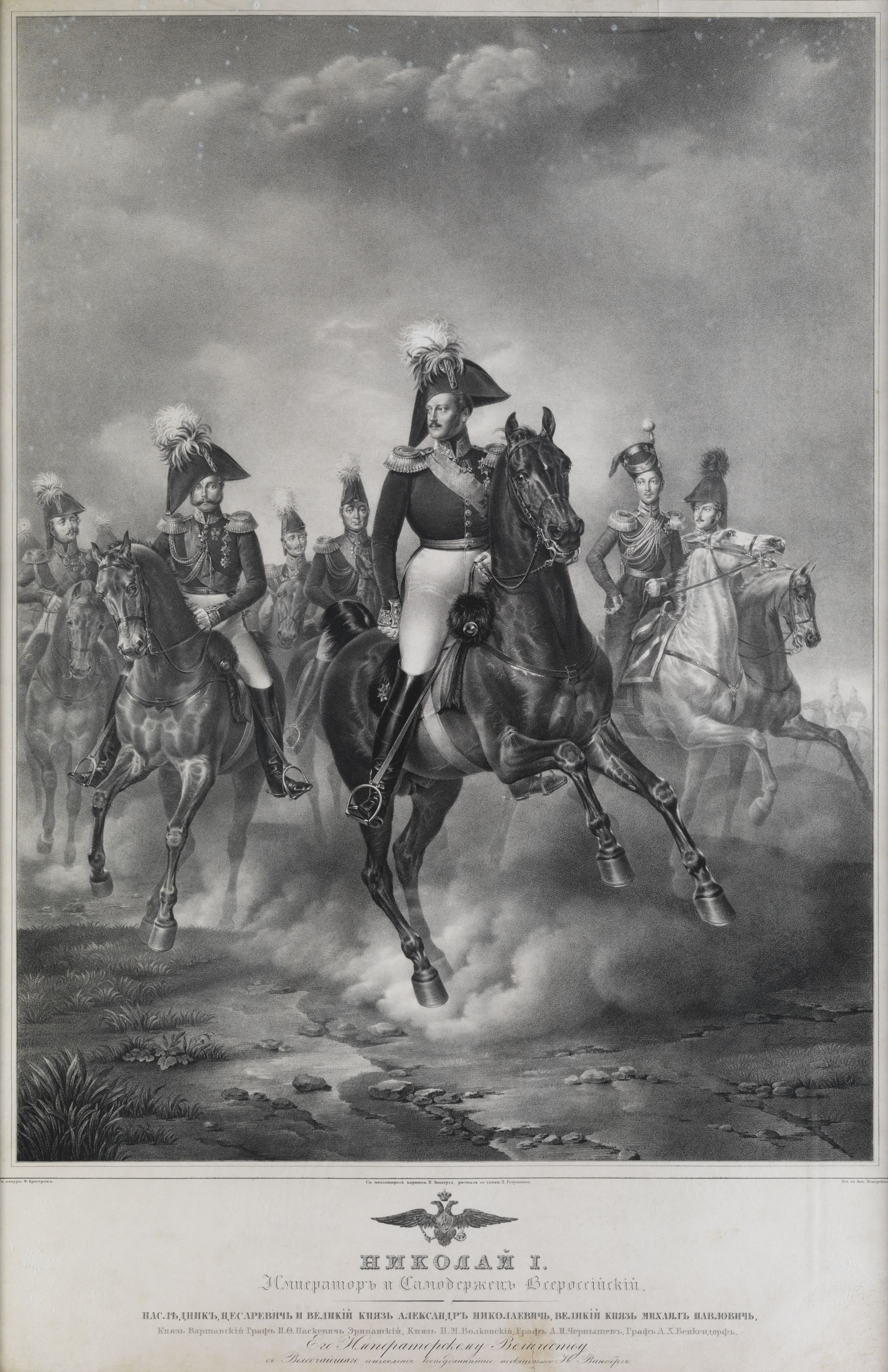
Zar Nikolaus mit seinem Generalstab

Zar Nikolaus I. hatte Ende 1825 nach dem Tod seines Bruders Alexander die Regierung übernommen. Er unterstützte den Freiheitskampf der Griechen gegen die Oberhoheit des Osmanischen Reiches.
Verhandlungen mit dem englischen Botschafter Herzog von Wellington führten am 4. April 1826 in Sankt Petersburg dazu, dass sich England als Vermittler im Konflikt zwischen der Hohen Pforte und den Griechen einschalten sollte. Am 17. März 1826 sandte der Zar eine scharfe Note an Sultan Mahmud II., worin die Wiederherstellung des alten Rechtsstatus der Donaufürstentümer sowie die strikte Anerkennung der Autonomie Serbiens gefordert wurde. Im Mai willigte die Pforte zu Verhandlungen in der Grenzstadt Akkerman am Dnjestr ein, worauf die Verhandlungen im August begannen. In der Konvention von Akkerman vom 7. Oktober 1826 gaben die Türken dem Druck nach und mussten die russischen Forderungen bestätigen.
In dem am 6. Juli 1827 unterzeichneten Londoner Vertrag vereinbarten das Vereinigte Königreich, Frankreich und Russland, als Vorbereitung für eine endgültige Beilegung der orientalischen Frage einen Waffenstillstand zu verlangen. Als diese Forderung im August 1827 bei der Pforte einlangte und unbeantwortet blieb, wurde eine alliierte Flotte ins Ionische Meer abgesandt. Die Teilnahme russischer Verbände an der Schlacht von Navarino (20. Oktober 1827) erzürnte den osmanischen Sultan derart, dass er den Bosporus für die Durchfahrt russischer Schiffe sperren ließ und am 30. November 1827 das Abkommen von Akkerman kündigte, worauf das Russische Kaiserreich der Pforte am 26. April 1828 den Krieg erklärte.

## Verlauf

### Feldzug von 1828
Als die Kampfhandlungen ausbrachen, bestand die russische Armee aus 92.000 Mann und stand einer osmanischen Streitmacht von ca. 150.000 Mann unter dem Kommando von Hussein Pascha gegenüber.

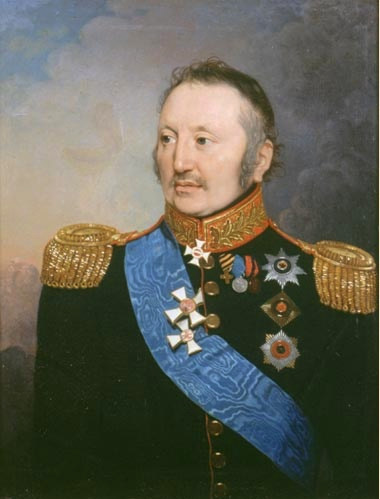
Feldmarschall Ludwig von Wittgenstein

Ende April 1828 versammelte sich die russische Armee in Bessarabien, das IV. Kavalleriekorps (General Borosdin) wurde aus dem Kursker Raum für Ende Mai erwartet. Zunächst besetzte der russische Feldmarschall Graf zu Sayn-Wittgenstein die Walachei und Bukarest. Währenddessen überquerte das III. Korps unter General Rudzewitsch am 27. Mai bei Satunow (zwischen Reni und Ismael) die Donau vor den Augen des anwesenden Zaren Nikolaus I. und besetzte die gesamte nördliche Dobrudscha. Das VII. Infanteriekorps unter General Woinow, später unter dem Herzog von Württemberg nahm ohne große Mühe bis 7. Juni die Festung Brăila ein.
Zur selben Zeit wurde ein großer Teil des VI. Korps unter General Roth an die Donau verlegt, um die Belagerung von Silistria zu beginnen. Die übrigen Teile des VI. Korps (eine schwache Division unter General Fjodor Geismar) verblieben vorerst in der Walachei und sicherten den rechten Flügel durch Beobachtung der Festungen Nikopol und Widdin.

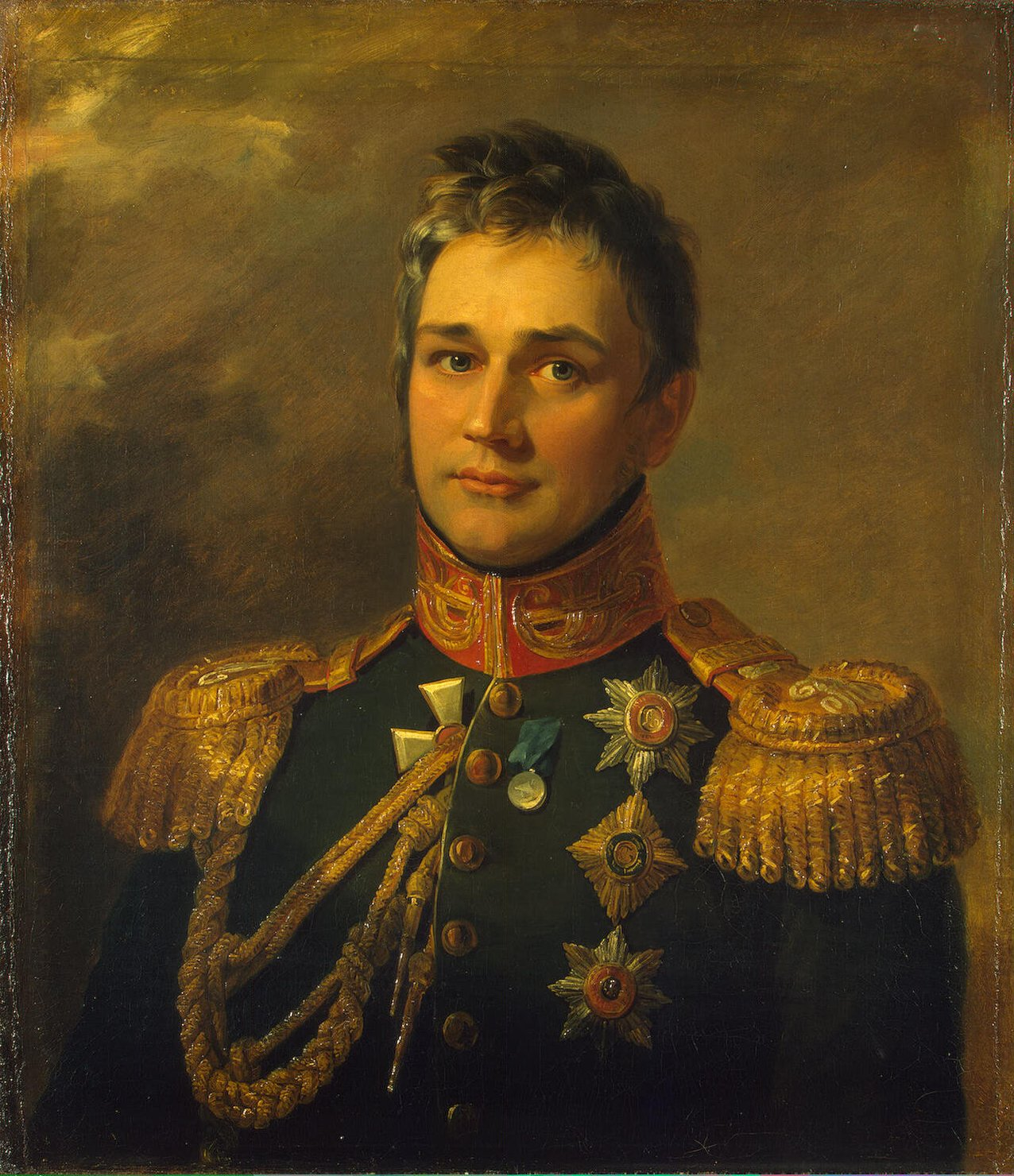
Michail Semjonowitsch Graf Woronzow

Ende Juni vereinigten sich das III. und VII. Infanterie- sowie das IV. Kavalleriekorps im Raum Pasardschik und sandten die Avantgarde nach Kozludscha und Warna voraus. Danach gingen die Russen Anfang Juli zur Belagerung der bulgarischen Schlüsselfestungen Schumla (Schumen) und Warna über. Die Belagerung von Warna wurde dem Grafen Woronzow übertragen, der zunächst über 12.000 Mann und 47 Kanonen verfügte, aber nach der Ankunft des Gardekorps (unter Großfürst Michael Pawlowitsch) auf 32.000 Mann verstärkt wurde. Für den Entsatz von Warna sandte der Großwesir ein 30.000 Mann starkes Korps unter Mehemed Selim und Omer Vrioni Pascha, das am 20. September durch Truppen des Prinzen von Württemberg bei Kurtepe zurückgeschlagen wurde. Am 29. September wurde Warna von den Russen enger eingeschlossen. Mit Hilfe der Schwarzmeer-Flotte unter Admiral Heiden und Greigh konnte Warna am 28. Septemberjul. / 10. Oktober 1828greg. eingenommen werden. Die Belagerung von Schumla erwies sich als schwieriger, da die 40.000 Mann starke osmanische Garnison in der Stadt die Russen zahlenmäßig weit überstieg. Dazu konnten andere osmanische Verbände die russischen Nachschublinien erheblich stören. Der daraus resultierenden Hungersnot und der Ausbreitung von Krankheiten im russischen Lager fielen bei den Russen mehr Soldaten zum Opfer als durch Kampfhandlungen während des gesamten Krieges. Der Graf von Wittgenstein wollte die Belagerung von Schumen aufheben, aber Nikolaus I. erlaubte ihm nicht, sich sofort zurückzuziehen. Unter den Mauern von Silistria verliefen die Operationen ebenso ungünstig. Das Korps von General Roth (9000 Mann mit 28 Geschützen) konnte die Festung nicht vollständig einschließen, deren Besatzung von Rustschuk her ständig verstärkt wurde. Die erste Belagerung von Silistra musste am 27. Oktober aufgehoben werden. Vor Anbruch des Winters musste die russische Armee auch die Mauern von Schumen verlassen und sich nach Bessarabien zurückzuziehen.

### Kriegsereignisse in Anatolien

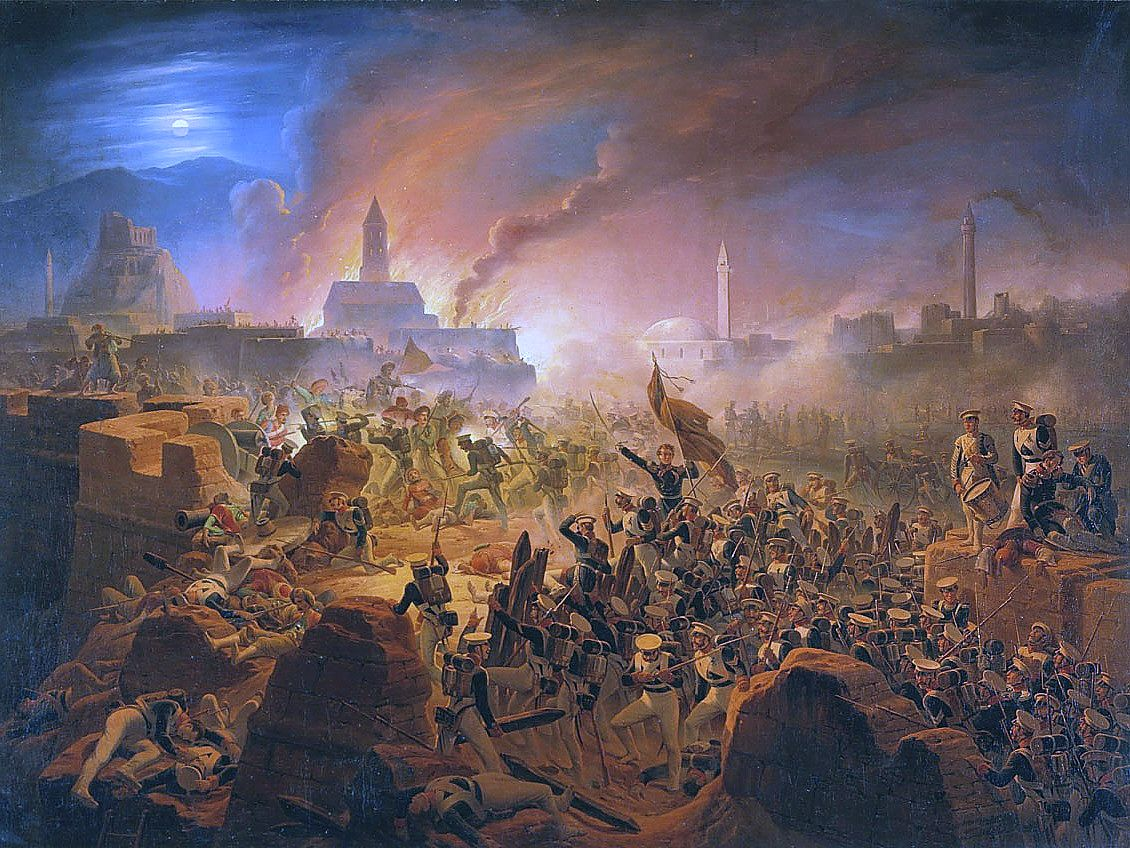
Belagerung von Achalziche

Die an der kaukasischen Front operierende Armee des Fürsten Iwan Paskewitsch konnte trotz großer zahlenmäßiger Unterlegenheit bedeutende Erfolge gegen die Türken erzielen. Die russische Flotte unter Admiral Greigh eroberte am 28. Juni Anapa und landete ab Mitte Juli Verstärkungen unter Fürst Menschikow. Paskiewitsch drang ab 26. Juni 1828 in die asiatische Türkei ein und erstürmte am 6. Juli die Festung von Kars. Seine Truppen nahmen am 3. August Achalkalaki, am 22. August wurden die türkischen Truppen unter Kiossa Pascha bei Achalziche geschlagen und dieser Ort am folgenden Tag besetzt. Am 28. August wurde die Festung Doğubeyazıt von Truppen unter Fürst Tschawtschawadse eingenommen, darauf ein zweites türkisches Heer an den Quellen des Euphrat geschlagen. In der russischen Armee befand sich auch der russische Nationaldichter Alexander Puschkin, der später seine Werke Paskewitsch widmete.
Für die Fortsetzung des Feldzuges mussten größere Vorräte herangebracht werden, bevor 1829 die Operationen gegen den Serasker von Erzurum, Salegh Pascha beginnen konnten. Am 9. August zog Paskewitsch in Erzurum im nordöstlichen Anatolien ein.

### Feldzug von 1829

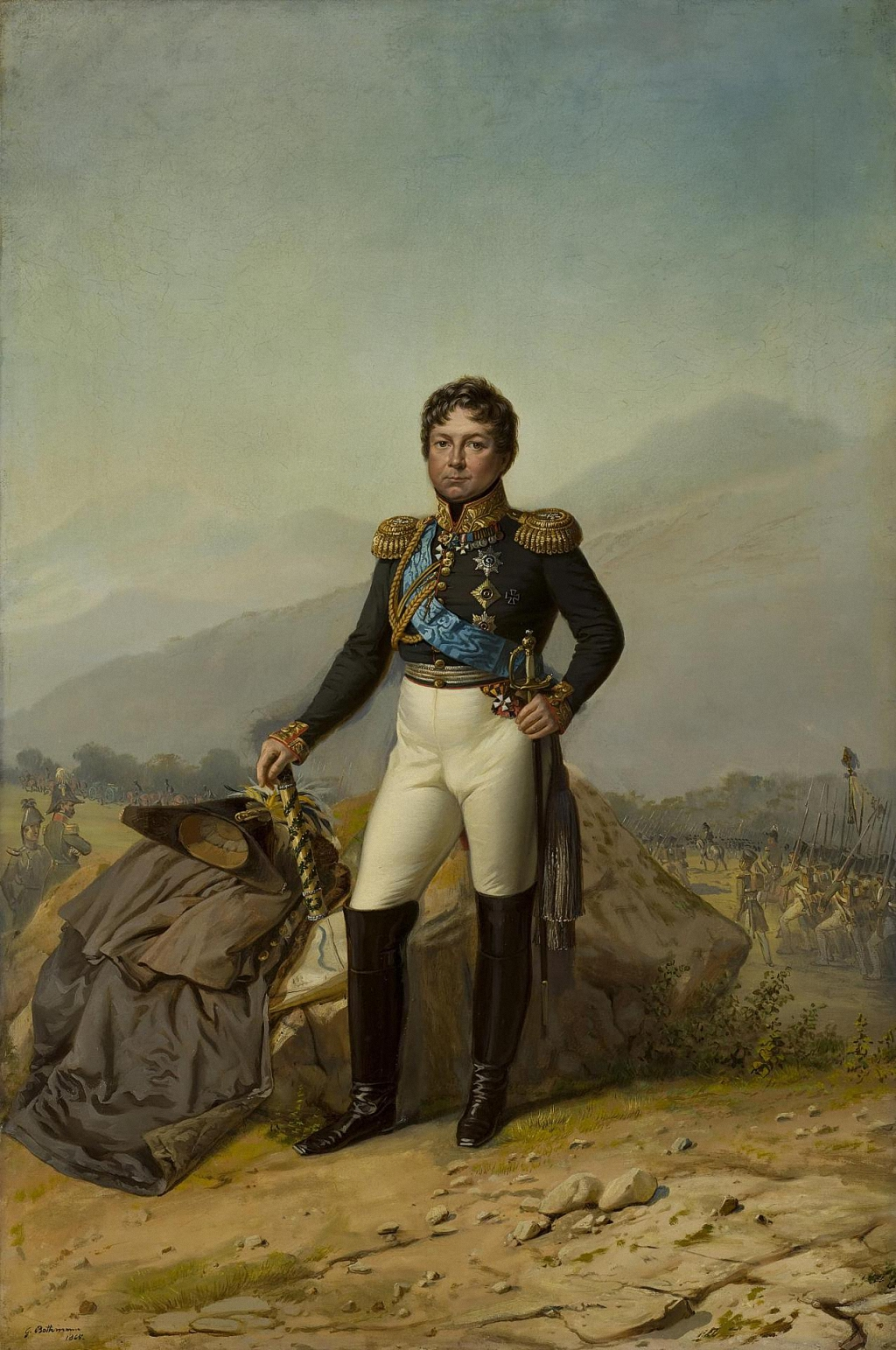
Feldmarschall Graf von Diebitsch

Im Februar 1829 wurde der 60-jährige Sayn-Wittgenstein, dessen Vorsicht bei militärischen Planungen von vielen als übertrieben kritisiert wurde, durch den energischeren Hans Karl von Diebitsch ersetzt, während der Zar nach Sankt Petersburg zurückkehrte. Am 16. Februar 1829 wurde die Hafenstadt Sosopol (→ Schlacht von Sosopol) von der russischen Flotte eingenommen. Ende Mai begannen Einheiten unter Admiral Heiden mit einer Blockade der Meerengen bei Konstantinopel und unterbrachen alle Schiffslieferungen.
Am 7. Mai 1829 überquerte von Diebitsch mit 60.000 Mann erneut die Donau und setzte die Belagerung von Silistria fort. Der Sultan sandte eine 40.000 Mann starke Armee zur Verstärkung nach Silistria. Diese Truppen wurden jedoch von Diebitsch in der Schlacht von Kulewitscha am 30. Mai vernichtet. Wenige Wochen später am 18. Juni fiel die Festung Silistria an die Russen, wobei 9300 Gefangene und 253 Geschütze eingebracht wurden.

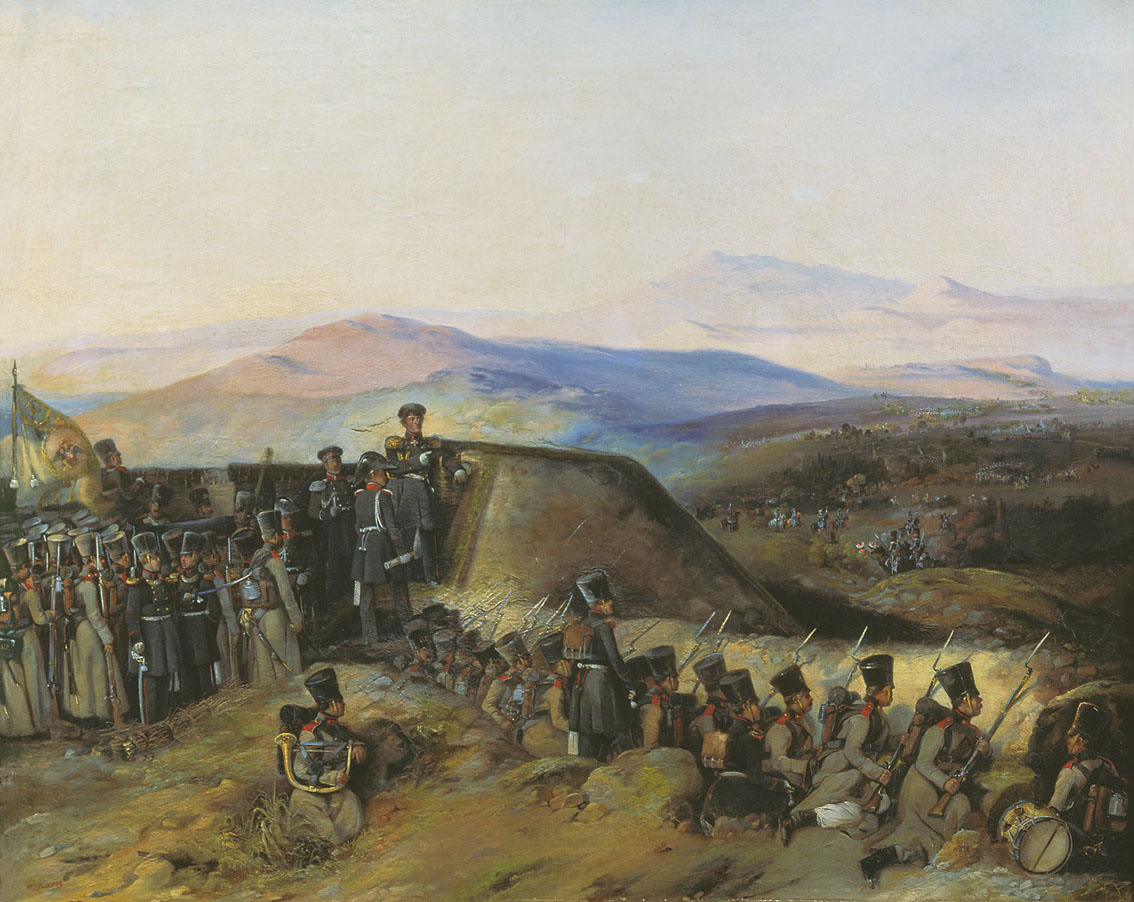
Schlacht von Kulewitscha (30. Mai 1829) – russische Soldaten in Erwartung des türkischen Angriffs

Am 2. Juli 1829 begann Diebitsch eine überraschende Offensive über das Balkangebirge, der ersten in der russischen Militärgeschichte seit der letzten Intervention von Swjatoslaw I. im 10. Jahrhundert. Ein Kontingent aus 35.000 Russen und bulgarischen Freiwilligen überquerte die bulgarischen Berge und marschierte direkt auf Konstantinopel zu. Die Armee wurde für den Vormarsch in zwei Kolonnen geteilt – am rechten Flügel stand das VII. Korps unter General Fjodor Rüdiger, die Linke bildete das VI. Korps unter General der Infanterie Roth, dahinter folgte als Reserve das II. Korps unter Graf Pahlen zusammen mit dem Oberbefehlshaber. Am 12. Juli fiel Burgas und am 31. Juli wurde ein weiteres osmanisches Korps in der Nähe von Sliwen geschlagen. Am 28. August standen die Russen bereits in Adrianopel, 60 km vor Konstantinopel. Auf den Straßen der osmanischen Hauptstadt brach Panik aus.

### Ausklang und Frieden

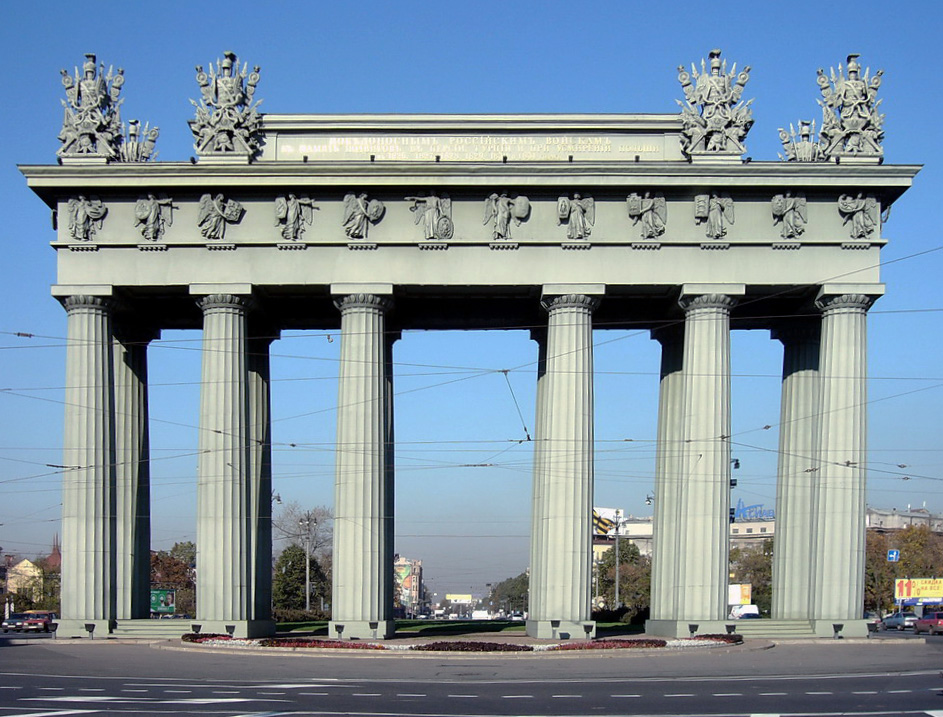
Das Triumphtor von Sankt Petersburg (1836) wurde als Andenken an den Sieg im Krieg gegen die Türken von 1828 bis 1829 erbaut

Sultan Mahmud II. hatte keine andere Wahl, als um Frieden zu ersuchen. Der Friedensvertrag wurde in Adrianopel am 14. September 1829 unterzeichnet. Mit dem Vertrag von Adrianopel wurde Russland der Großteil der Ostküste des Schwarzen Meeres sowie das Donaudelta zugesprochen. Das Osmanische Reich erkannte die russische Oberherrschaft über Georgien und das heutige Armenien an. Serbien erreichte eine Autonomie und Russland durfte Moldawien und die Walachei bis zur Zahlung einer hohen Kriegsreparation durch die Türken besetzen. Die Frage der Durchfahrt durch die Dardanellen wurde vier Jahre später im Vertrag von Hünkâr İskelesi geregelt.
Diebitsch wurde für seinen Erfolg am 11. August 1829 in den Grafenstand erhoben und mit dem Namenszusatz Sabalkanski (deutsch: Überschreiter des Balkans) geehrt. Mit dem Abzug der russischen Truppen vom Golf von Burgas flüchteten auch mehrere tausend Bulgaren. Schätzungen gehen von bis zu 100.000 Bulgaren aus, die sich in den dem Russischen Reich mit dem Vertrag von Adrianopel zugesprochenen Gebieten wie in Bessarabien niederließen.

## Sonstiges
Helmuth von Moltke, 1836 bis 1839 auf Einladung des osmanischen Kriegsministers Hüsrev Mehmed Pascha als Instrukteur der osmanischen Truppen abkommandiert und ab 1871 Generalfeldmarschall, bereiste im Frühjahr 1837 die Donaufürstentümer und veröffentlichte später ein Buch über den russisch-türkischen Krieg.